# تونو تپاندی
تونو تپاندی (استونیایی: Tõnu Tepandi؛ زادهٔ ۴ ژوئن ۱۹۴۸) بازیگر، خواننده، مدرس تئاتر، سیاستمدار و نماینده سابق مجلس اهل استونی است. وی از سال ۱۹۶۶ میلادی تاکنون مشغول فعالیت بوده‌است.